# Notoreas blax
Notoreas blax är en fjärilsart som beskrevs av Louis Beethoven Prout 1939. Notoreas blax ingår i släktet Notoreas och familjen mätare. Inga underarter finns listade i Catalogue of Life.